# Déclassé
Pour plus de détails, voir Fiche technique et Distribution.
Déclassé est un film américain réalisé par Robert G. Vignola, sorti en 1925.
Un remake sera fait en 1929, par Alexander Korda, sous le titre de Her Private Life.

## Fiche technique[1]
- Titre : Déclassé
- Réalisation : Robert G. Vignola
- Scénario : Charles E. Whittaker et Bradley King d'après la pièce de Zoe Akins
- Photographie : Tony Gaudio
- Montage : Cyril Gardner
- Pays de production : États-Unis
- Format : Noir et blanc - 1,33:1 - Film muet
- Genre : drame
- Durée : 80 minutes
- Date de sortie : 1925

## Distribution
- Corinne Griffith : Lady Helen Haden
- Lloyd Hughes : Ned Thayer
- Clive Brook : Rudolph Solomon
- Louise Fazenda : Mme Walton
- Rockliffe Fellowes : Sir Bruce Haden
- Hedda Hopper : Lady Wildering
- Lilyan Tashman : Mme Leslie
- Gale Henry : Timmins
- Eddie Lyons : Mr Walton
- Paul Weigel : Henri
- Clark Gable (non crédité)